# Спинуш де Помезеу (Бихор)
Спинуш де Помезеу (рум. Spinuș de Pomezeu) насеље је у Румунији у округу Бихор у општини Помезеу. Oпштина се налази на надморској висини од 164 m.

## Становништво
Према подацима из 2002. године у насељу је живело 283 становника, од којих су сви румунске националности.